# Криза ідентичності
У психології криза ідентичності — це стадійна теорія розвитку ідентичності, яка передбачає вирішення конфлікту протягом восьми етапів життя. Термін був введений німецьким психологом Еріком Еріксоном.
Етап психосоціального розвитку, на якому може виникнути криза ідентичності, називається згуртованістю ідентичності проти плутанини в ролі. На цьому етапі підлітки стикаються з фізичним зростанням, статевою зрілістю та інтеграцією уявлень про себе та про те, що про них думають інші. Таким чином, вони формують свій образ Я і витримують завдання вирішення кризи своєї его-ідентичності. Успішне вирішення кризи залежить від прогресу людини на попередніх етапах розвитку, зосереджуючись на таких питаннях, як довіра, автономія та ініціатива.
Інтерес Еріксона до ідентичності почався в дитинстві. Народжений ашкеназьким євреєм, він відчував себе аутсайдером. Його пізніші дослідження культурного життя юрок у північній Каліфорнії та сіу з Південної Дакоти допомогли формалізувати його ідеї щодо розвитку ідентичності та кризи ідентичності. Еріксон описав тих, хто переживає кризу ідентичності, як людей, які демонструють розгубленість.

## Концепція
Підлітки можуть відійти від нормального життя, не вживаючи дій або не поводячись так, як зазвичай, на роботі, у шлюбі чи в школі, або бути нездатними зробити визначальний вибір щодо майбутнього. Вони можуть навіть звернутись до негативних дій, таких як злочини чи наркотики, оскільки, з їхньої точки зору, негативна ідентичність може бути більш прийнятною, ніж відсутність взагалі. З іншого боку спектру, ті, хто вийшов з підліткового етапу розвитку особистості з сильним почуттям ідентичності, добре підготовлені для того, щоб зустріти доросле життя з впевненістю та впевненістю.
Еріксон вивчав вісім етапів, які склали його теорію. Для нього его-ідентичність є ключовим поняттям для розуміння того, що таке ідентичність, і воно відіграє велику роль у свідомості, яка включає фантазії, почуття, спогади, сприйняття, самосвідомість, відчуття та думки; Кожен із них створює відчуття себе, яке розвивається через соціальну взаємодію. Він відчував, що однолітки мають сильний вплив на розвиток его-ідентичності в підлітковому віці. Він вважав, що спілкування з негативними групами, такими як культи чи фанатики, може фактично «перерозподіляти» его, що розвивається, у цей крихкий час.
Основною силою, яку, на думку Еріксона, слід розвивати в підлітковому віці, є вірність, яка випливає лише з згуртованої его-ідентичності. Вірність включає в себе відвертість, щирість і почуття обов'язку у стосунках з іншими людьми. Еріксон визначив кризу як суперечку між ідентичністю та плутаниною. Плутанина існує між молодим поколінням, підлітками, і в підлітковому віці він заявляє, що їм «потрібно розвинути почуття власної особистості та особистості». Якщо вони не розвинуть це почуття, вони будуть невпевнені та втрачатимуть себе, їм бракуватиме впевненості та впевненості у дорослому житті.
Він описав ідентичність як «суб'єктивне відчуття, а також спостережувану якість особистої однаковості та безперервності в поєднанні з деякою вірою в однаковість і безперервність якогось спільного образу світу». Як якість неусвідомленого життя, це може бути чудово очевидним у молодої людини, яка знайшла себе, оскільки вона знайшла свою спільність. У ньому ми бачимо унікальне об'єднання того, що незворотно дано, тобто типу тіла та темпераменту, обдарованості та вразливості, інфантильних моделей та набутих ідеалів, із відкритим вибором, наданим у доступних ролях, професійних можливостях, пропонованих цінностях, зустрічах наставників, дружні стосунки та перші сексуальні зустрічі."

## Марсіанська теорія
Дослідження Джеймса Марсії про статуси ідентичності підлітків також застосовуються до концепції Еріксона про кризи ідентичності у підлітків.
Вилучення особи — це статус ідентичності, який, як стверджувала Марсія, є ідентичністю, виробленою особою без особливого вибору. «Статус викупу — це коли взято зобов'язання без вивчення альтернатив. Часто ці зобов'язання ґрунтуються на батьківських ідеях і переконаннях, які приймаються без сумнівів». [Потрібна цитата] Вилучення особистості може сприяти кризі ідентичності у підлітків, коли «захисна ковдра» їхньої припущеної особистості зникає. Ці «виключені люди часто впадають у кризу, не знаючи, що робити, не маючи можливості покладатися на норми, правила та ситуації, до яких вони звикли». Прикладом цього може бути син фермера, який дізнається, що його батько продає ферму, і чия особистість як спадкоємця ферми, а також стиль життя та особистість фермера були порушені цією новиною.
Дифузія ідентичності — це марсіанський статус ідентичності, який може призвести до криз ідентичності у підлітків. Розповсюдження ідентичності можна описати як «апатичний стан, який являє відносну відсутність як дослідження, так і зобов'язань». Дифузія ідентичності може збігатися з такими діагнозами, як шизофренія та депресія, і найкраще її можна описати як відсутність структури ідентичності. Прикладом кризи ідентичності, що виникає внаслідок цього статусу, є підліток, який стає замкнутим після того, як його ідентичність зіркового спортсмена знищена серйозною травмою.
Мораторій на ідентифікацію — це стан, який, за теорією Марсії, триває найдовше в окремих людей, є найбільш мінливим і його найкраще можна описати як «активне дослідження альтернатив». Люди, які зазнають мораторію на ідентифікацію, можуть бути дуже відкритими та вдумливими, але також переживати кризу своєї ідентичності. Прикладом цього може бути студент коледжу, якому не вистачає переконань у своєму майбутньому після того, як кілька разів змінив спеціальність, але все ще не може знайти свою пристрасть.
Досягнення ідентичності — це вирішення багатьох криз ідентичності. Досягнення ідентичності відбувається, коли підліток досліджує важливі аспекти своєї ідентичності та приділяє їм увагу.

## Подальше читання
- Вивчення нашого почуття ідентичності та того, хто ми є
- Підлітки, криза ідентичності та прокрастинація